# Hilbert-Carleman-Determinante
In der Funktionalanalysis ist die Hilbert-Carleman-Determinante ein Determinanten-Begriff für Integraloperatoren auf Banach-Räumen, deren Kern nicht zwingend stetig ist. Die Fredholm-Determinante kann bei Integraloperatoren, deren Kern auf der Diagonale nicht stetig ist, im Allgemeinen nicht definiert werden. Wie diese ist auch die Hilbert-Carleman-Determinante für die Summe des Identitätsoperators mit einem Spurklasseoperators definiert, bei der Hilbert-Carleman-Determinante jedoch nur für Integraloperatoren.
Die Hilbert-Carleman-Determinante ist nach David Hilbert (1904) und Torsten Carleman (1921) benannt.

## Hilbert-Carleman-Determinante
Sei {\displaystyle T\subseteq \mathbb {R} } und {\displaystyle B:=L_{p}(T,\Sigma ,\mu )} der Lp-Raum über einem Maßraum {\displaystyle (T,\Sigma ,\mu )} und dem Lebesgue-Maß {\displaystyle \mu } und {\displaystyle 1\leq p<\infty }. 
Sei
{\displaystyle Af=\int _{T}k(t,s)f(s)\mathrm {d} \mu (s)}
ein Integraloperator auf dem Banach-Raum {\displaystyle B} und {\displaystyle I} der Identitätsoperator, dann ist die Hilbert-Carleman-Determinante von {\displaystyle I+A} definiert als
{\displaystyle \operatorname {Det} (I+A)=1+\sum \limits _{n=2}^{\infty }{\frac {1}{n!}}\psi _{n}(A)},
wobei
{\displaystyle \psi _{n}(A)=\int _{T^{n}}\operatorname {det} {\begin{pmatrix}0&k(t_{1},t_{2})&\cdots &k(t_{1},t_{n})\\k(t_{2},t_{1})&0&\cdots &k(t_{2},t_{n})\\\vdots &\vdots &\cdots &\vdots \\k(t_{n},t_{1})&k(t_{n},t_{2})&\cdots &0\\\end{pmatrix}}\prod \limits _{i=1}^{n}\mathrm {d} \mu (t_{i})}.

### Erläuterungen
- Die Matrix oben besitzt auf der Diagonalen nur Nullen und an den restlichen Positionen die entsprechenden Werte des Kerns.
- Im Gegensatz zur Fredholm-Determinante ist die Hilbert-Carleman-Determinante nicht multiplikativ.
- Falls {\displaystyle A} ein Spurklasseoperator ist, dann gilt folgende Beziehung zur Fredholm-Determinant (notiert mit {\displaystyle \operatorname {det} })

{\displaystyle \operatorname {Det} (I+A)=\operatorname {det} (I+A)\exp(-\operatorname {tr} (A)).}